# Buzajna
Buzajna – miejscowość w Syrii, w muhafazie Damaszek. W 2004 roku liczyła 2099 mieszkańców.